# Stenotabanus magnicallus
Stenotabanus magnicallus är en tvåvingeart som först beskrevs av Stone 1935.  Stenotabanus magnicallus ingår i släktet Stenotabanus och familjen bromsar. Inga underarter finns listade i Catalogue of Life.